# Kijev
Kijev, vagy ukránul Kijiv (Київ, IPA: [ˈkɪjiw], oroszul: Киев / Kijev) Ukrajna fővárosa és egyben legnagyobb városa. Ukrajna észak-középső részén, a Dnyeper mentén található. Lakosainak száma hivatalosan 2 963 199 (2020), de becslések szerint a nem nyilvántartott bevándorlókkal együtt ténylegesen meghaladja a hárommilliót, így Kijev Európa hetedik legnépesebb városa. Kelet-Európa fontos ipari, kulturális és tudományos központja.
Számos high-tech iparágnak, felsőoktatási intézménynek és történelmi nevezetességnek ad otthont. A város kiterjedt tömegközlekedési rendszerrel és infrastruktúrával rendelkezik, beleértve a kijevi metrót.

## Etimológia
A város neve állítólag Kijtől, négy legendás alapítójának (Kij, Scsek és Horiv fivérek, valamint Libegy nővérük) egyikének nevéből származik.

## Fekvése
Kijev az ország északi-középső részén, a Dnyeper folyó két partján fekszik. A város eredetileg csak a folyó jobb partján települt, de a 20. században a bal partra is átterjeszkedett. A folyó a város határain belül számos mellékágat és szigetet képezett. A várost északról a Deszna folyó és a Kijevi-víztározó, délről a Kanyivi-víztározó határolja.

## Demográfia

### Népességének változása
| Lakosok száma | 50 000 | 15 000 | 36 500 | 127 251 | 442 000 | 538 000 | 472 000 | 2 620 900 | 2 868 702 | 2 952 301 |
|               | 900    | 1647   | 1835   | 1874    | 1912    | 1928    | 1945    | 1998      | 2014      | 2022      |

## Éghajlat
| Hónap                         | Jan.  | Feb.  | Már.  | Ápr.  | Máj. | Jún. | Júl. | Aug. | Szep. | Okt.  | Nov.  | Dec.  | Év    |
| ----------------------------- | ----- | ----- | ----- | ----- | ---- | ---- | ---- | ---- | ----- | ----- | ----- | ----- | ----- |
| Rekord max. hőmérséklet (°C)  | 11,1  | 17,3  | 22,4  | 30,2  | 33,6 | 35,0 | 39,4 | 39,9 | 33,8  | 27,9  | 23,2  | 14,7  | 39,9  |
| Átlagos max. hőmérséklet (°C) | −2,6  | −1,1  | 4,3   | 13,6  | 20,5 | 23,5 | 24,5 | 24,0 | 19,1  | 12,3  | 4,8   | 0,1   | 12,0  |
| Átlaghőmérséklet (°C)         | −3,5  | −3,0  | 1,8   | 9,3   | 15,5 | 18,5 | 20,5 | 19,7 | 14,2  | 8,4   | 1,9   | −2,3  | 8,5   |
| Átlagos min. hőmérséklet (°C) | −8,2  | −6,8  | −2,1  | 4,8   | 10,7 | 13,8 | 15,1 | 14,4 | 10,0  | 4,8   | 0,0   | −4,6  | 4,4   |
| Rekord min. hőmérséklet (°C)  | −31,1 | −32,2 | −24,9 | −10,4 | −2,4 | 2,4  | 5,8  | 3,3  | −2,9  | −17,8 | −21,9 | −30,0 | −32,2 |
| Átl. csapadékmennyiség (mm)   | 48    | 46    | 39    | 48    | 53   | 73   | 88   | 69   | 47    | 35    | 51    | 52    | 648   |
| Havi napsütéses órák száma    | 31    | 56    | 124   | 180   | 279  | 270  | 310  | 248  | 210   | 155   | 60    | 31    | 1954  |
| Forrás: worldweather.org      |       |       |       |       |      |      |      |      |       |       |       |       |       |

## Politika
Kijev város önkormányzata különleges jogi státusszal rendelkezik Ukrajnán belül az ország többi közigazgatási részéhez képest. A legjelentősebb különbség az, hogy a várost Ukrajna régiójának tekintik. Ez az egyetlen város, amely kettős joghatósággal rendelkezik. 
A nemzeti kormányzat legtöbb kulcsfontosságú épülete a Hrusevszkij (вулиця Михайла Грушевського) és az Insztjtútszka út mentén található. A városnak ezt a részét nem hivatalosan kormányzati negyednek is nevezik (урядовий квартал).

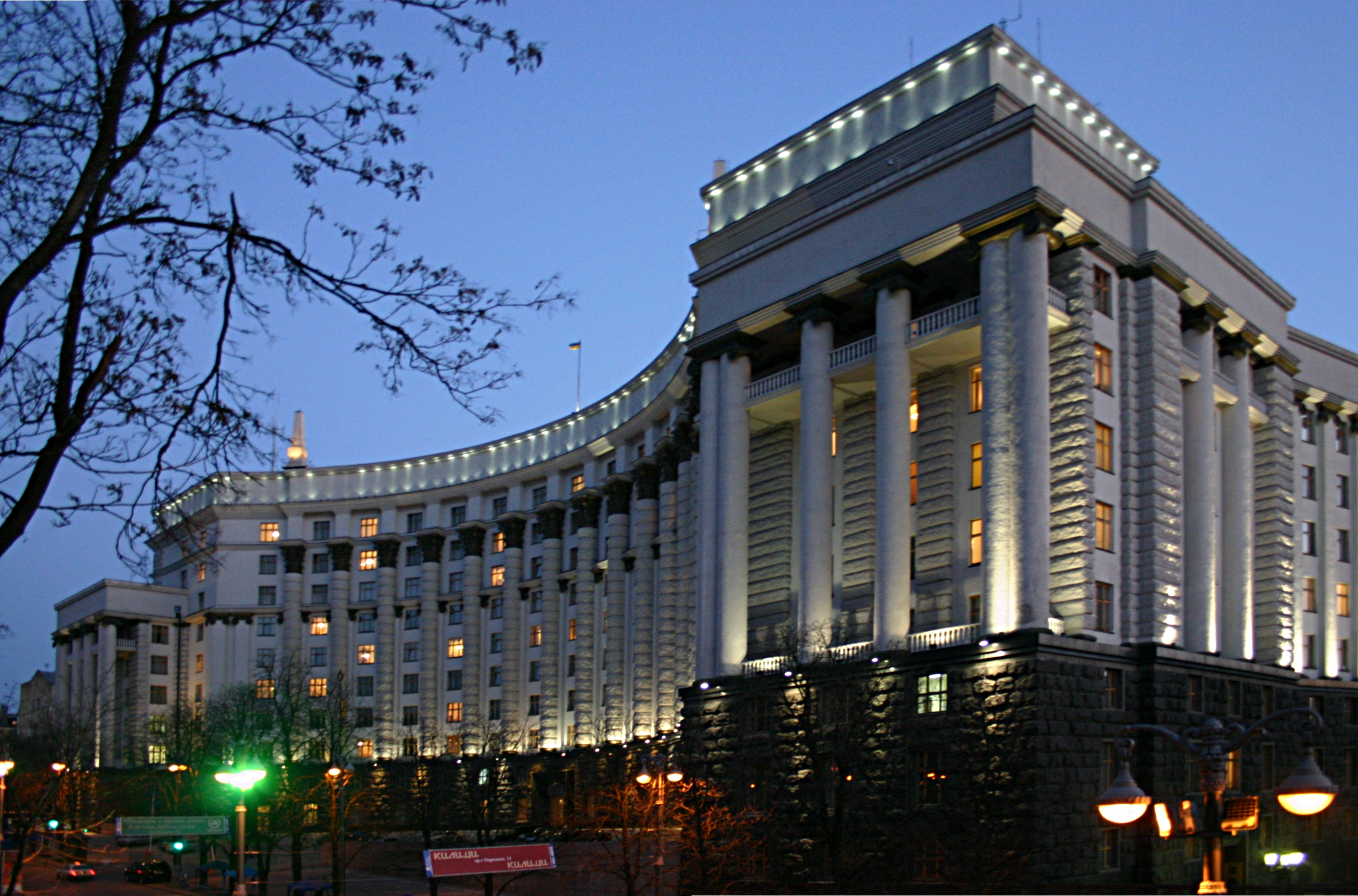
Az ukrán kormány székhelye
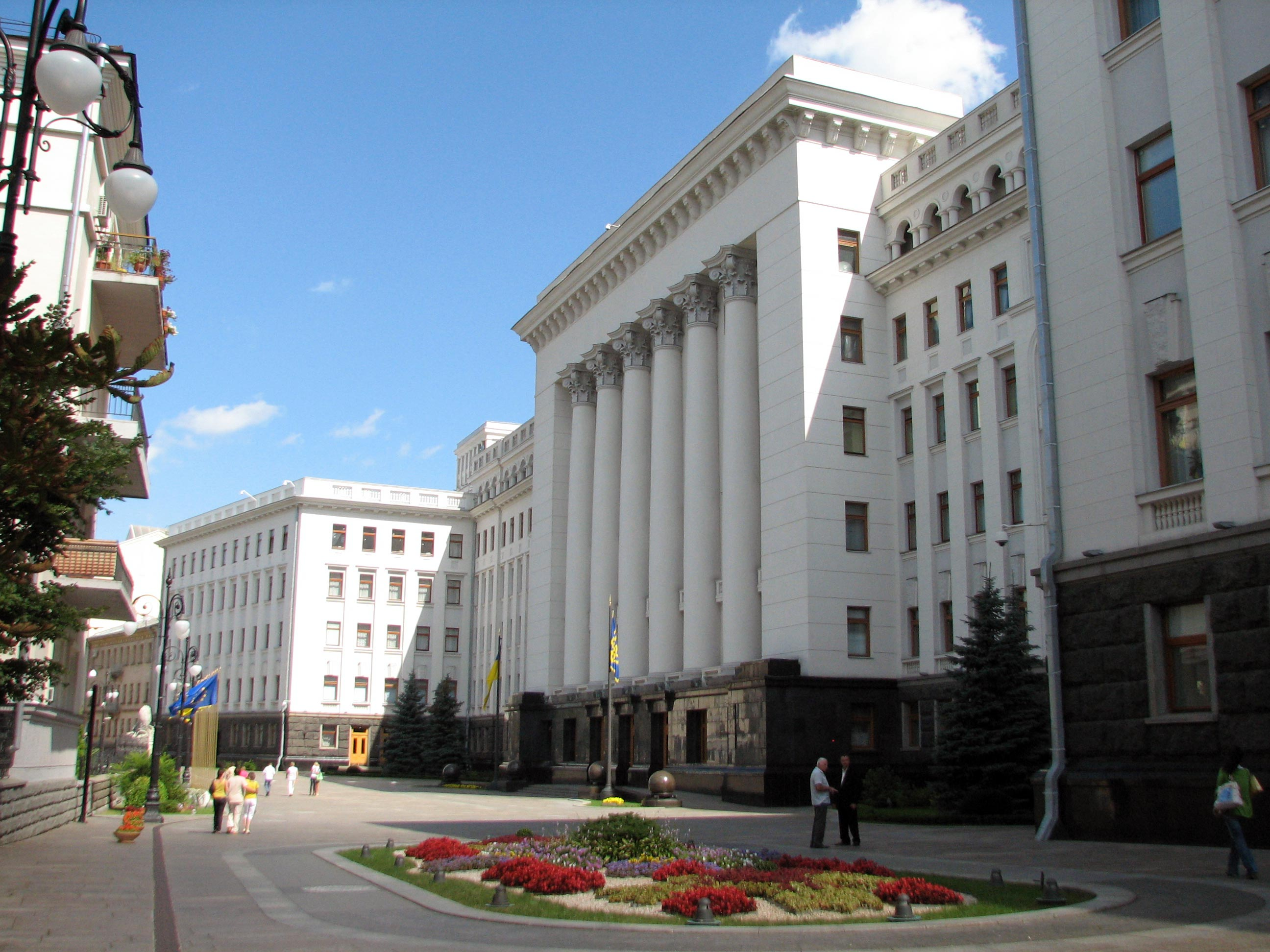
Az elnöki adminisztráció épülete
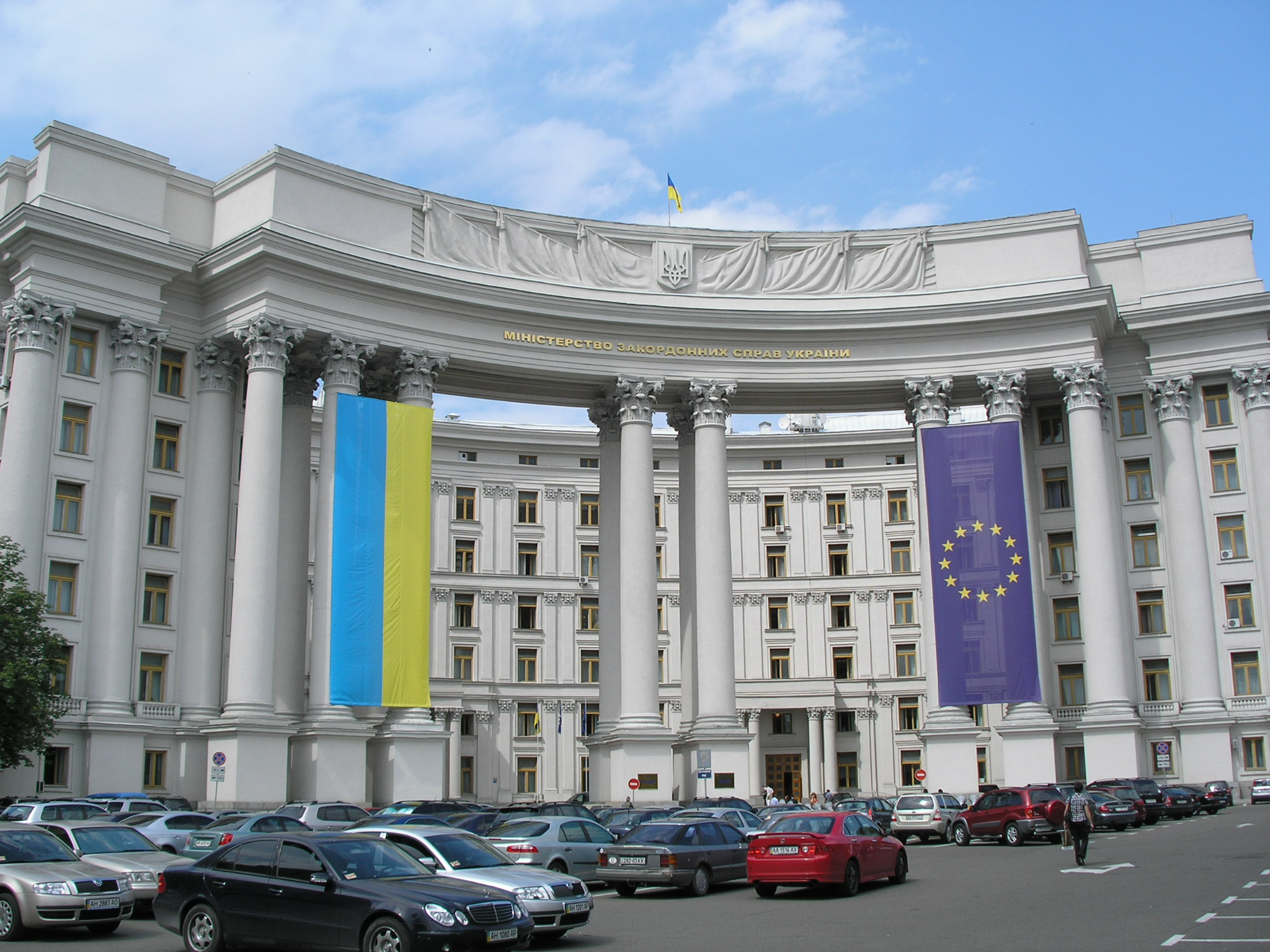
Külügyminisztérium
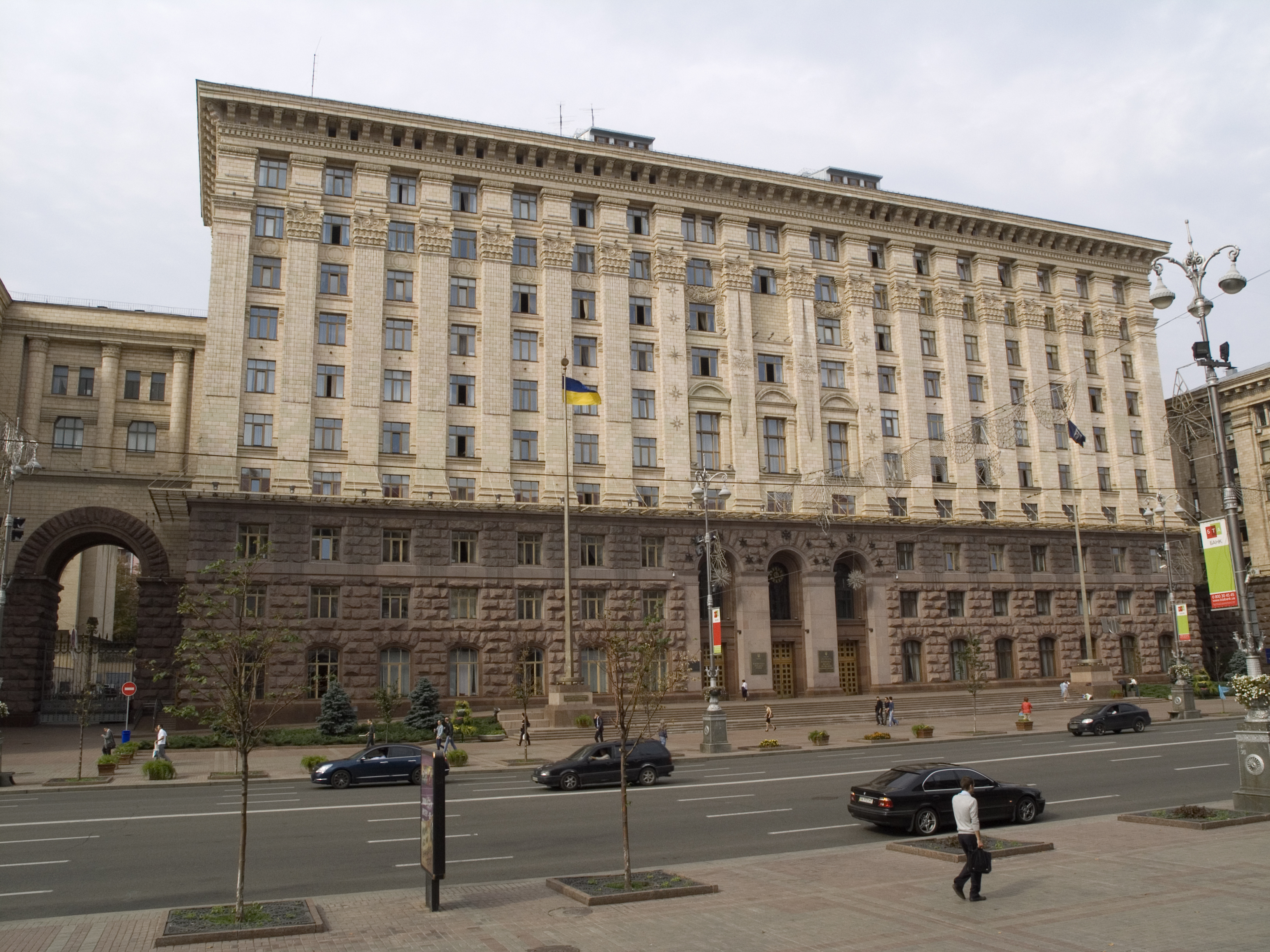
A városi önkormányzat székhelye

### Adminisztratív területek

Kijev fő városrészei

Közigazgatásilag a város kerületekre és körzetekre (райони у містах) van felosztva, amelyek saját választott tanácsi egységekkel és korlátozott hatáskörrel rendelkeznek.
Az utolsó kijevi kerületi átszervezésre 2001-ben került sor, és jelenleg a kijevi kerületek:
- Darnickij kerület (Дарницький район)
- Desznyanszkij (Деснянський район)
- Dnyiprovszkij (Дніпровський район)
- Holoszijivszkij (Голосіївський район)
- Obolonszkij (Оболонський район)
- Pecserszkij (Печерський район)
- Pogyilszkij (Подільський район)
- Sevcsenkivszkij (Шевченківський район)
- Szolomjanszkij (Солом’янський район)
- Szvjatosinszkij (Святошинський район)

## Története
Kijev Kelet-Európa egyik legrégibb városa. A város alapításának időszakára kevés történelmi bizonyíték áll rendelkezésre. A 6. századtól szórvány szláv települések léteztek a területen, de nem világos, hogy később fejlődött-e belőlük a város.
Kijev valószínűleg már az 5. században kereskedelmi központként létezett.  A régészeti adatok szerint azonban csak a 6. vagy a 7 századtól létezik, mások meg még későbbre datálják ezt. A pontos időpontot nehéz meghatározni, hivatalosan azonban 1982-ben ünnepelték az alapítás 1500. évfordulóját. A település a Skandinávia és Konstantinápoly közötti nagy kereskedelmi útvonalon feküdt. 
A 8. és a 9. században Kijev a Kazár Birodalomhoz tartozott. Ekkor a kazárok központja volt.
A 9. század végétől Kijevet a varégok birtokolták, és a város lett a központja a kialakuló Kijevi Rusznak, mely Kijev 12. századig tartó aranykorát hozta.
1240-ben a nyugat felé nyomuló Batu kán vezette tatár sereg (→ Tatárjárás a Ruszban) a várost elfoglalva földig rombolta, ennek következtében elveszítette azt a befolyást, melyet évszázadokon keresztül gyakorolt. 1362-től a Litván Nagyfejedelemség, majd 1569-től Kijów vajdaság székhelyeként a Lengyel–litván unió része lett és a lengyel király uralma alá tartozott.
A 17. században az orosz cár uralma alá került, de továbbra sem nyerte vissza korábbi jelentőségét. A város csak a 19. században megindult ipari fellendüléssel kezdett el újra fejlődni. 

### 20. század
Az első világháború és az 1917-es orosz forradalom után Kijev az Ukrán Szovjet Szocialista Köztársaság legfontosabb városa volt.
1918-ban, miután az Ukrán Népköztársaság kikiáltotta függetlenségét a Szovjetuniótól, Kijev lett a fővárosa. 1921-től a Vörös Hadsereg által kikiáltott Ukrán Népköztársaság egyik városa volt, 1934-től pedig fővárosa. A város szinte teljesen megsemmisült a második világháború alatt, de a háború utáni években gyorsan helyreállt, és továbbra is a Szovjetunió harmadik legnagyobb városa maradt.
A Szovjetunió 1991-es összeomlását követően Kijev újra Ukrajna fővárosa lett, és folyamatos belső ukrán áramlás indult az ország más régióiból. Az ország piacgazdasággá és választási demokráciává alakulása során Kijev továbbra is Ukrajna legnagyobb és leggazdagabb városa. Fegyverzetfüggő ipari termelése a szovjet összeomlás után visszaesett, ami hátrányosan érintette a tudományt és a technológiát, de a gazdaság új szektorai, mint például a szolgáltatások és a pénzügyek, elősegítették Kijev költségvetéseinek és befektetéseinek növekedését, valamint folyamatos finanszírozást biztosítottak a lakhatás és a városfejlesztés számára. Kijev Ukrajna legnyugatbarátabb régiója lett; a választások során az Európai Unióval való szorosabb integrációt támogató pártok dominálnak.
A volt Szovjetunió többi nagyvárosához hasonlón a mai Kijev is a régi és az új keveréke. Az 1970-es évek és az 1990-es évek között gyors fejlődés ment végbe, mely az ezredforduló után is folytatódik. Ennek eredményeként a kijevi alsóváros elég tarka képet mutat, a modern épületek a régi halványsárga, kék és szürke lakóházak között.

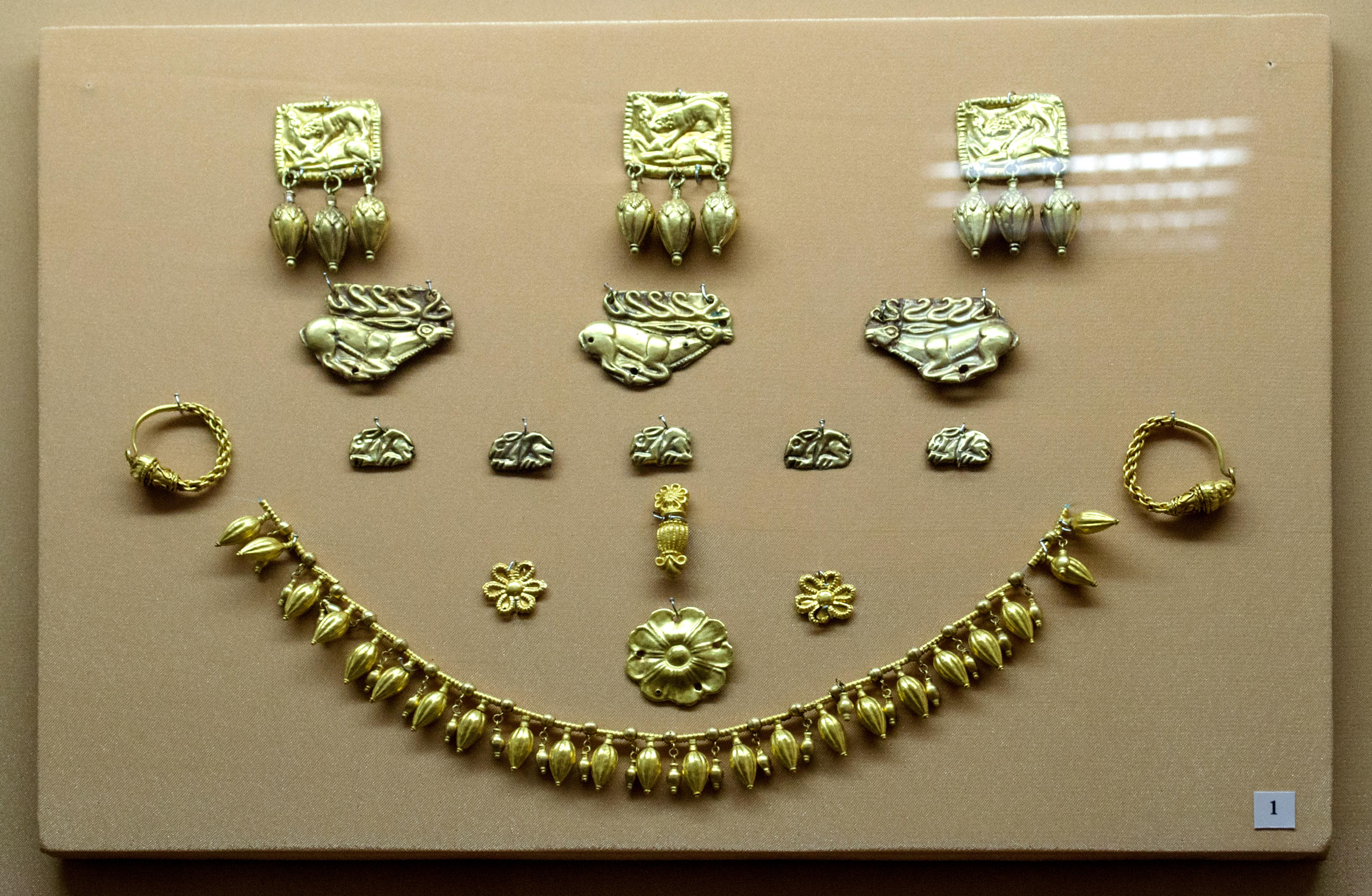
Részlet a Kijevi Nemzeti Múzeum anyagából

### 21. század
A belvárosi lakosság fogyása mellett a külvárosok népessége egyre nő. Ma már nagyon népszerűek a városkörnyéki házak. Az ezredfordulót követően itt is érződik a nyugati hatás, a belvárosban nyugati stílusú lakóházak, éjszakai bárok, éttermek, elegáns szállodák épülnek. Egyre inkább előtérbe kerül a turizmus fejlesztése és Kijevet is egyre inkább turistalátványossággá kívánják tenni. Egyre másra újítják fel és szépítik a városközpont házait, a város történelmi részein pedig egyre több ajándékbolt, ékszerüzlet, népművészeti és vallási tárgyakat árusító üzlet nyílik.
A 2013 végén kezdődött és 2014 februárjában véget ért forradalom során a városközpont (Majdan) több épülete megrongálódott, így például, a Szakszervezetek Háza leégett.
Kijev békés életét és fejlődését azonban megakasztotta, és mint egész Ukrajnában, itt is teljesen új helyzetet teremtett a 2022-es orosz invázió. 2022. március 3-tól a város támadás alatt áll és készülődik egy esetleg bekövetkező orosz offenzíva vagy ostrom kivédésére.

## Közlekedés

### Távolsági közlekedés

#### Légi közlekedés
A város légi közlekedése három nemzetközi repülőtéren zajlik, melyből kettő utasszállításra alkalmas, egy pedig teherforgalmat bonyolít. Az egyik, a régebbi a város középső, déli részén található Zsuljani repülőtér (Kijevi nemzetközi repülőtér) amely a kisebb, regionális járatokat fogadja, de ide érkeznek többek között a Wizz Air légitársaság budapesti járatai is. Fejlődése korlátozott a lakott területek közelsége miatt. A másik pedig a város keleti, a Dnyeper bal partjától keletre telepített Boriszpili nemzetközi repülőtér, melyben adottságai miatt jelentős fejlesztési potenciál rejlik. A nemzetközi járatok túlnyomó többsége ide érkezik és innen indul. Ezen kívül az északnyugatra elterülő előváros, Hosztomel közelében fekvő, főként teherforgalmi szolgáltatásokat nyújtó Hosztomeli repülőtér is a közelben található, amely az Antonov légitársaság bázisrepülőtere is egyben. Az Antonov vállalat további repülőtérrel is rendelkezik a gyár mellett, ez a Szvjatosini repülőtér.

### Városi közlekedés

#### Metró
A kijevi metró (ukránul: Київський метрополітен) a fő tömegközlekedési módja a város lakosainak.

#### Metróvonalak
- M1-es vonal: Szvjatosin-Brovari (Святошинсько-Броварська) Hossza: 22,6 km. Állomások száma: 18
- M2-es vonal: Kurenyiv-Vörös Hadsereg (Куренівсько-Червоноармійська) Hossza: 20,95 km. Állomások száma: 18
- M3-as vonal: Szirec-Pecserszk (Сирецько-Печерська) Hossza: 23,9 km. Állomások száma: 16

## Nevezetességek, látnivalók

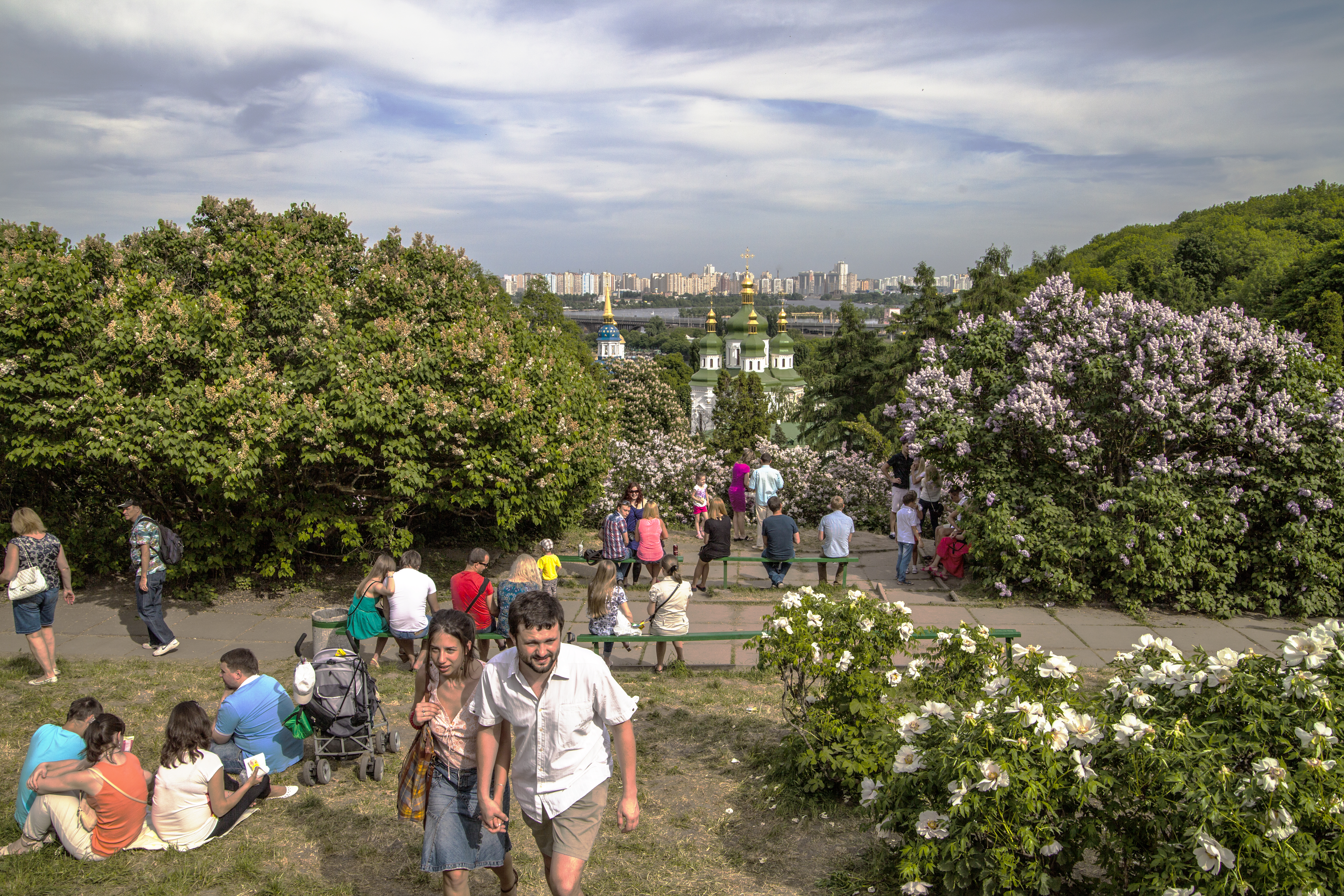
Kijev látképe a botanikus kertből

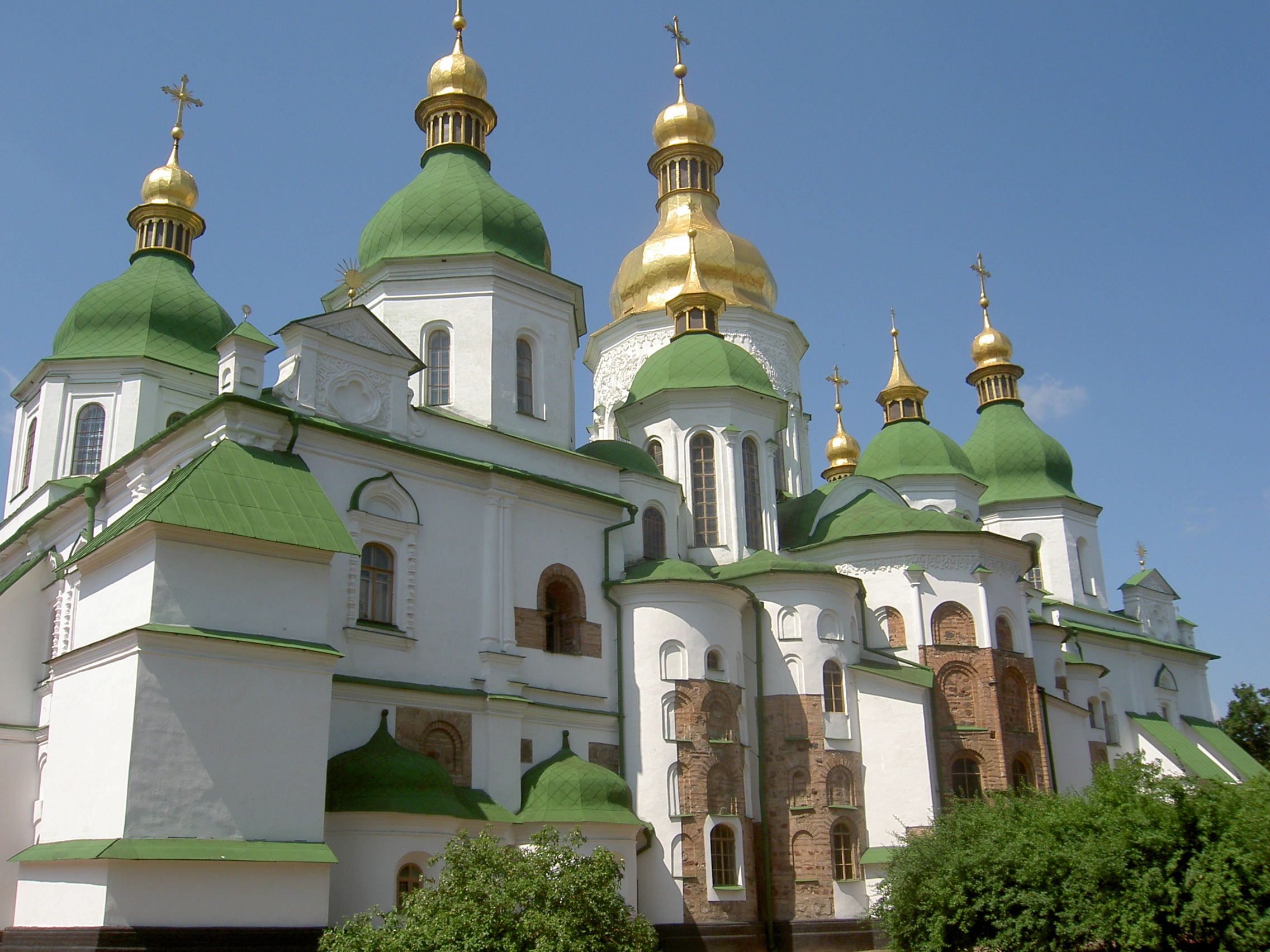
Szent Szófia-székesegyház

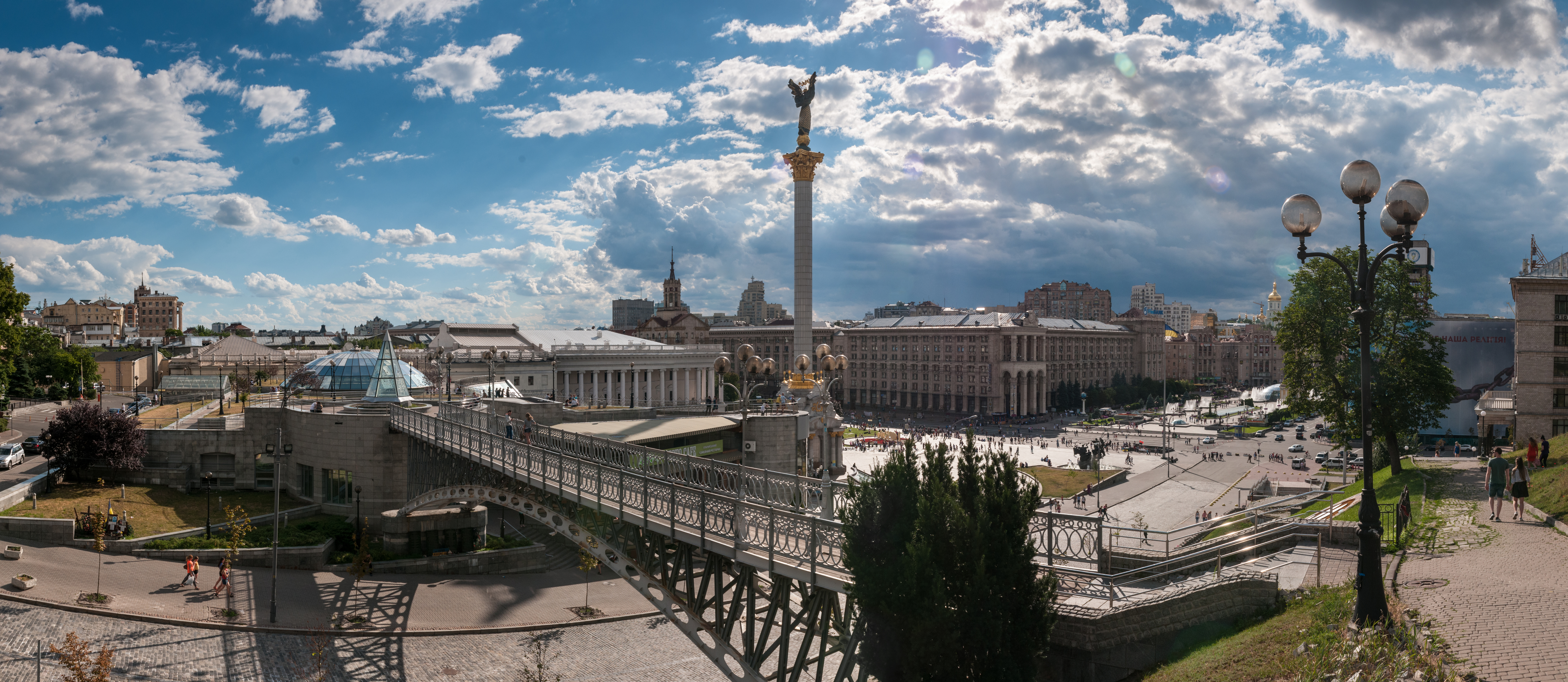
A Majdan Nezalezsnosztyi

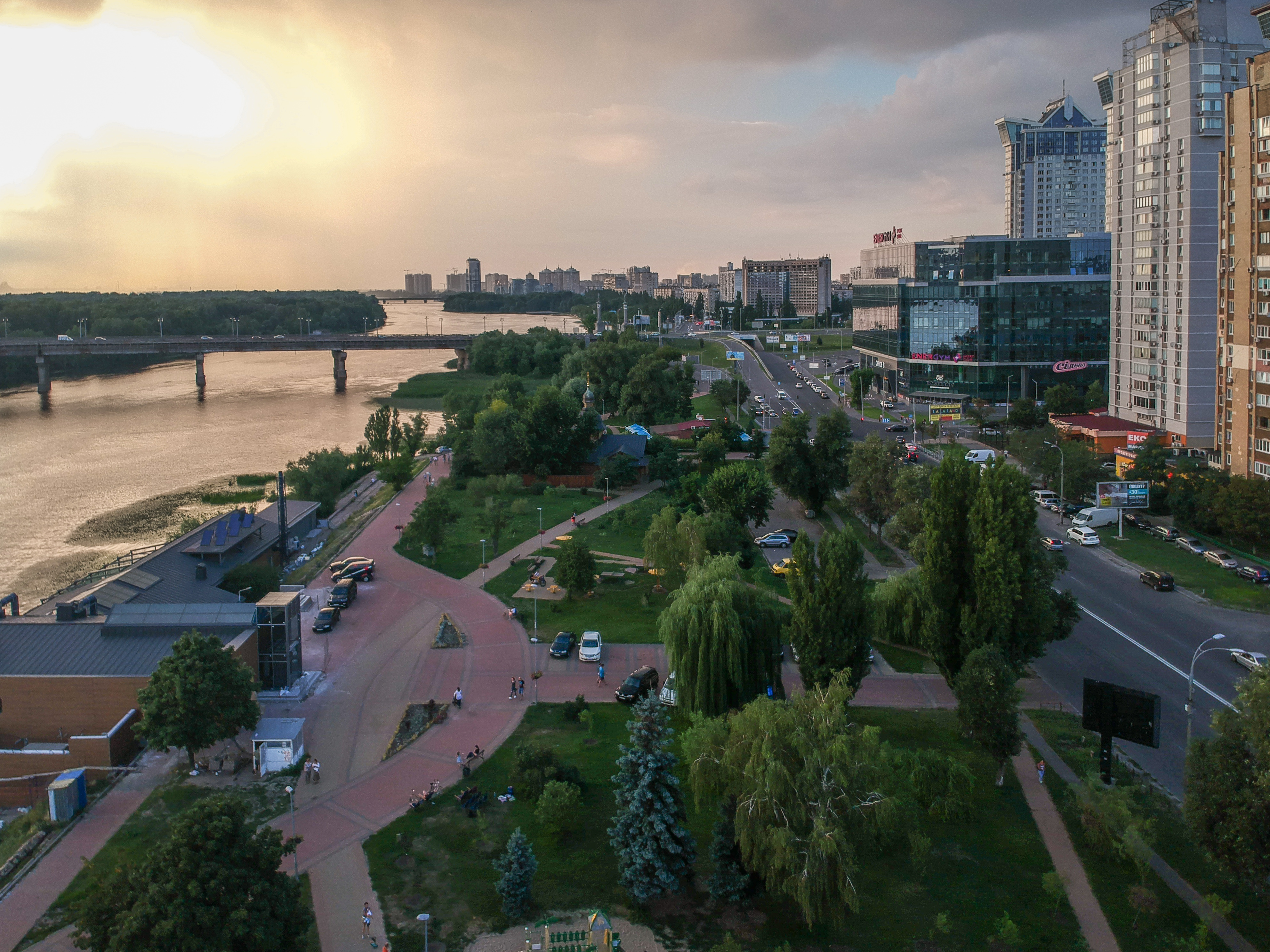
A Dnyipro nevű kerület

### Egyházi látnivalók
Északról délre:
- Kirill-templom (Кирилівська церква). Telihi Olenj u. 12B. M: Petrivka, Dorogozsicsi. A 12. században alapították. 10 millió dolláros felújítás után középkori freskói csodás látványt nyújtanak. Egy elmegyógyintézet területén található.
- Ar-Rahma mecset (Мечеть ’Ар-Рахма’). Lukjanivszka u. 46. M: Lukjanivszka. A Tatár temetőben található.
- Rozenberg Zsinagóga (Синагога Розенберга). Haszid zsinagóga. Tarasza Sevcsenka u. 29. Épült a 19. század végén.
- Szent Miklós-templom (Церква святого Миколи Набережного). Szkovorodi Grigorij u. 12. M: Kontraktova ploscsa. Ukrán barokk. Épült 1772-ben.
- Angyali Üdvözlettel Áldott Szűz Mária-templom (Церква Благовіщення Пресвятої Богородиці при Києво-Могилянській академії). Szkovorodi Grigorij u. Barokk. Épült 1740-ben.
- Szent Miklós (Pritiszka) templom (Церква святого Миколи Притиска). Horiva u. 5/a. M: Kontraktova ploscsa. Épült 1638-ban.
- Szent Flórián Apácazárda (Свято-Вознесенський Флорівський жіночий монастир). Pritiszko-Mikilszka bul. M: Kontraktova ploscsa. Felszentelték 1566-ban.
- Kazanyi Szűz Mária ikon temploma illetve Kazanyi templom (Казанська церква) Frolivszka u. 8. Épült 1840-ben.
- Szent Katalin görögkeleti ortodox kolostor harangtornya (Дзвіниця грецького Свято-Катерининського монастиря). Kontraktova tér. 2A. M: Kontraktova
- Szent András-templom (Андріївська церква) Andrijivszkij lejtő 23. M: Arany Kapu/Zoloti Vorota vagy Függetlenség tere/Majdan Nezalezsnosztyi. Bartolomeo F. Rastrelli építész legszebb műve. 1744 szeptemberében Erzsébet cárnő személyesen rakta le az alapkövét.
- Szent Szófia-székesegyház épületegyüttese (Національний заповідник "Софія Київська") Volodimirszka u. 24. 1037-ben alapította kijevi Jaroszláv nagyherceg. Pazar mozaikdíszítés.
  - Szent Szófia-székesegyház harangtornya (Дзвіниця Софійського собору). Épült 1699-ben. 2008-ban a Kijevi Rusz alakulásának 1020. évfordulójára 20 új harangot szenteltek fel összesen 835 kg-ot.
- Szent Mihály-székesegyház és Történelmi Múzeum Михайлівський собор, Музей історії Михайлівського Золотоверхого собору). Trjohszvjatitelszka u. 8. Építette 1113-ban Bölcs Jaroszláv unokája Szvatopluk herceg. 45 m² középkori mozaik.
- Szent Sándor római katolikus templom (Kостьол святого Олександра). Kosztyolna u. 17.
- Karaita Kenasza ("Кенаса Караїмська" héber: קָרָאִים) Karaita zsinagóga. A karaiták 1850-ig éltek a városban. Mór stílus. Egykor Solomon Cohen ingatlana volt.
- Szent Vlagyimir-székesegyház (Володимирський кафедральний патріарший собор) Sevcsenko Tarasza u.20. M: Egyetem. Épült 1862–82. Orosz-bizánci stílus. A főhajó freskóit 9 orosz-lengyel-ukrán festő 11 éven át készítette.
- A Pecserszka lavra-barlangkolostor.

### Múzeumok
- Kijevi Nemzeti Múzeum
- Aranykapu (Zolotyi vorota), a régi városfal maradványa
- A Nagy Honvédő Háború Múzeuma
- Az Afganisztáni Háború Emlékmúzeuma
- Ukrán Állami Repülési Múzeum

### Természeti látnivalók
- A kijevi botanikus kert

### Egyéb látnivalók
- A Marijinszkij-palota az ukrán elnök ceremoniális rezidenciája. 1745 és 1752 között épült, 1870-ben újjáépítették.
- A Külügyminisztérium épülete
- A Szaljut szálloda
- A Dicsőség tér az ismeretlen katona sírjával
- Bohdan Hmelnickij lovasszobra
- Nagy Szent Vlagyimir emlékműve

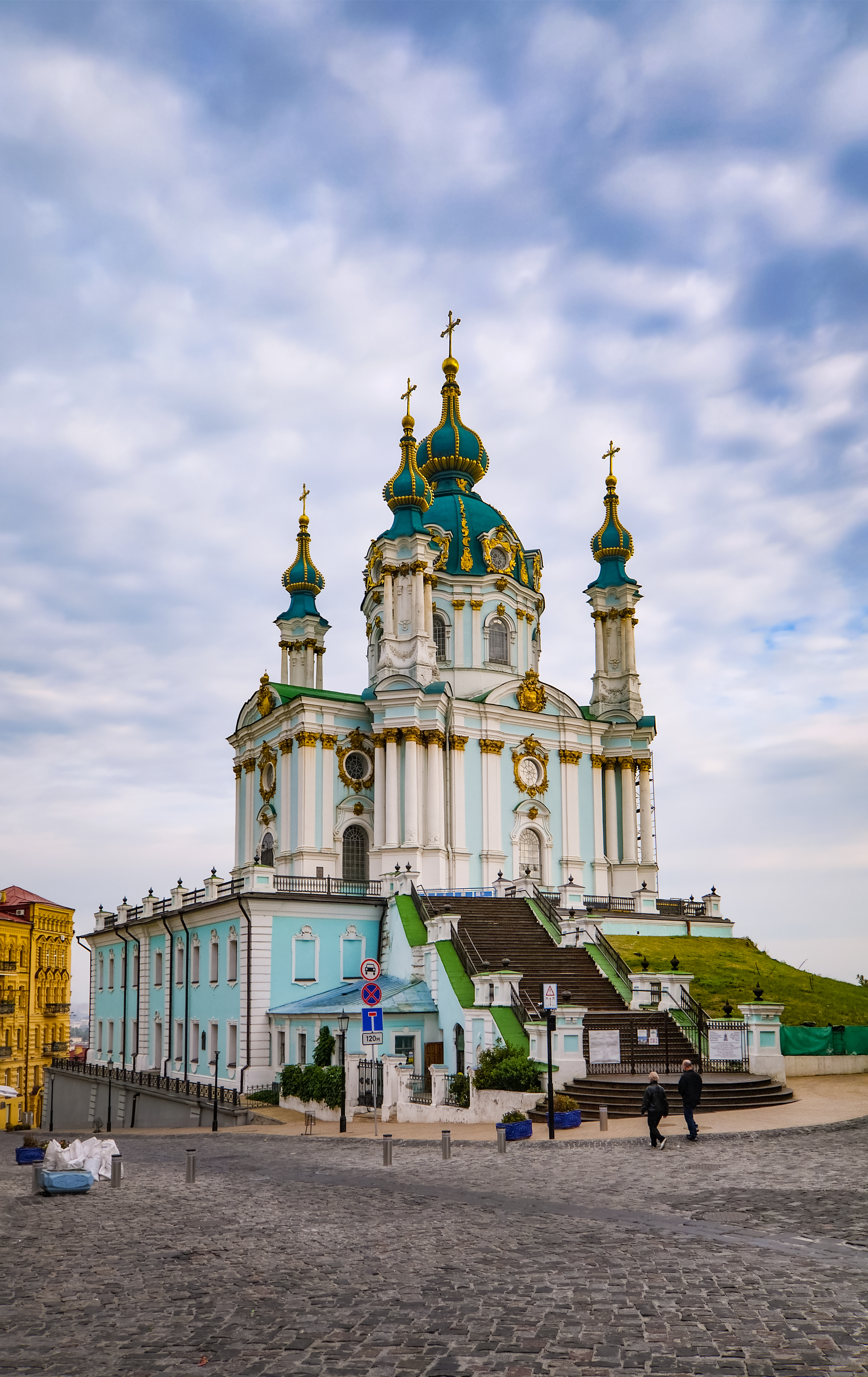
A Szent András-templom
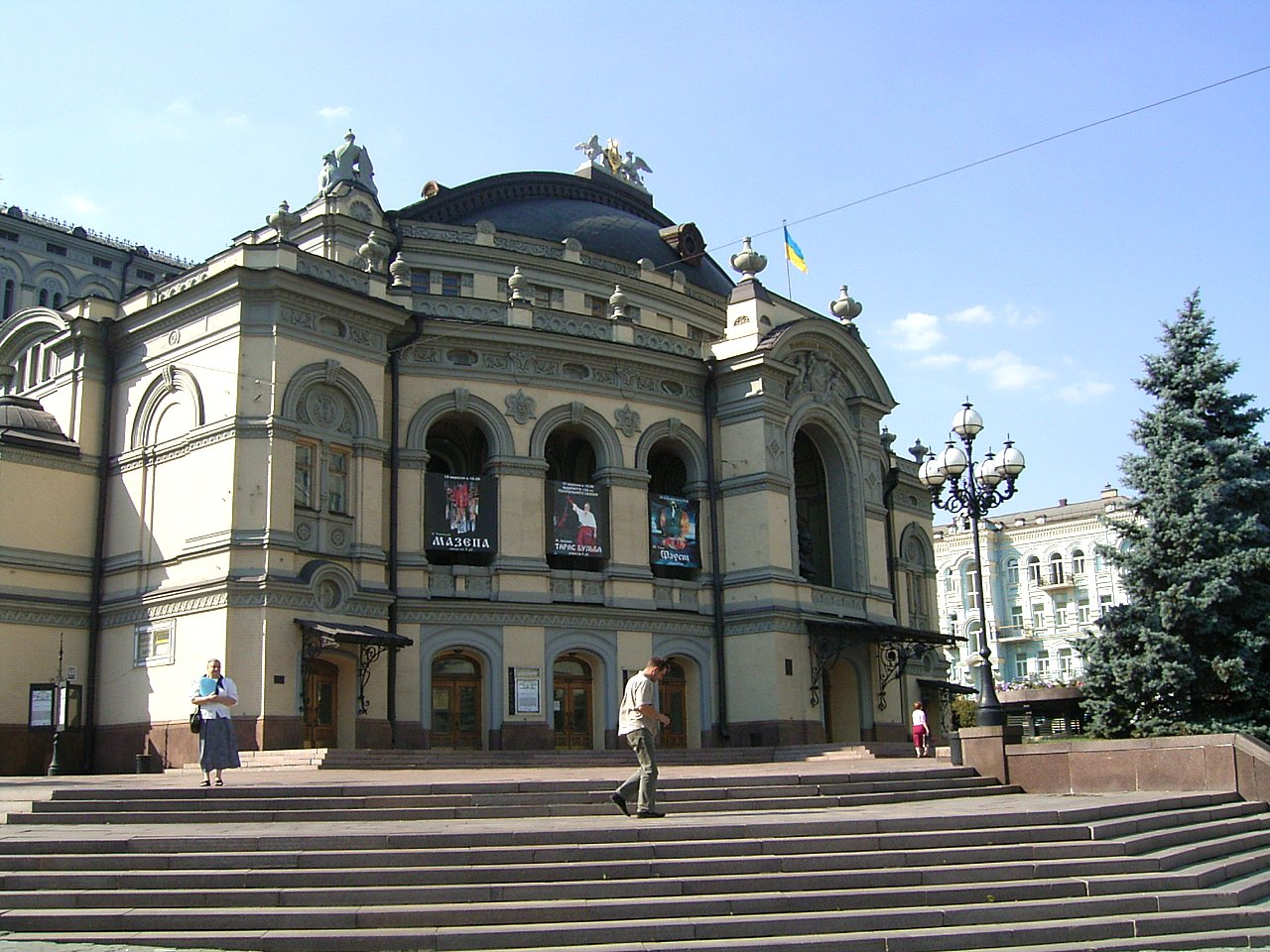
Az Ukrán Nemzeti Operaház
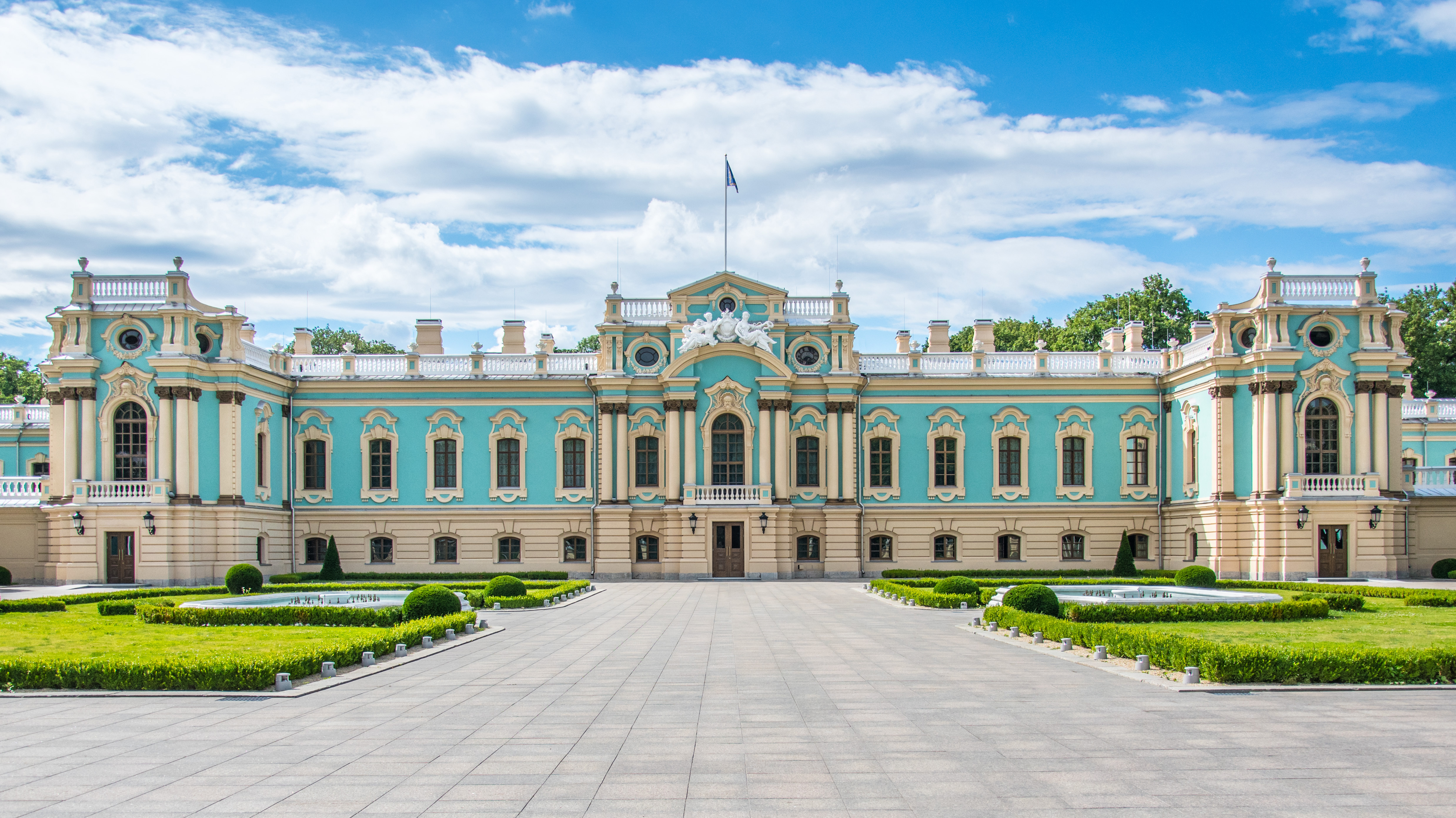
A Marijinszkij-palota
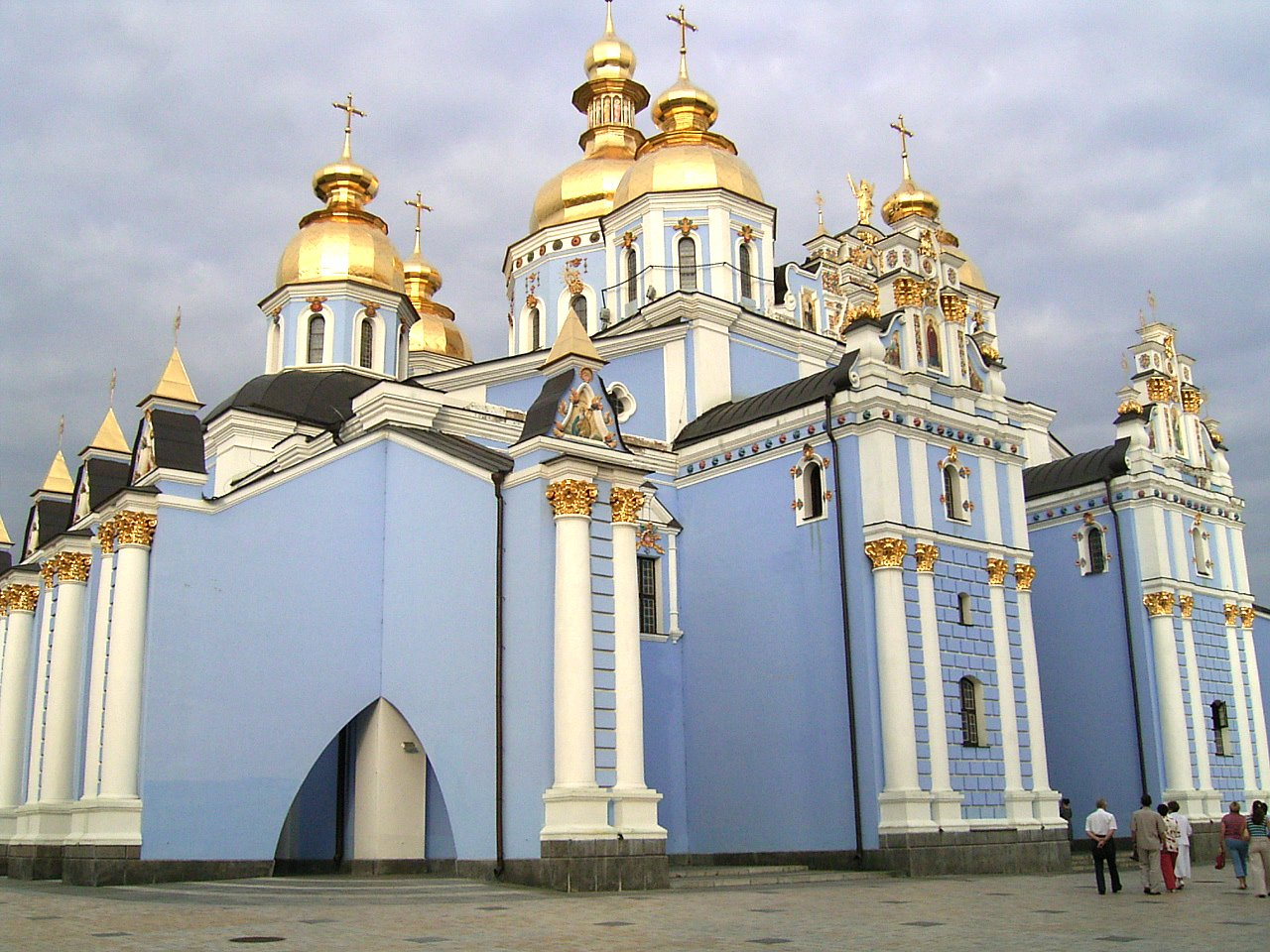
A Szent Mihály székesegyház
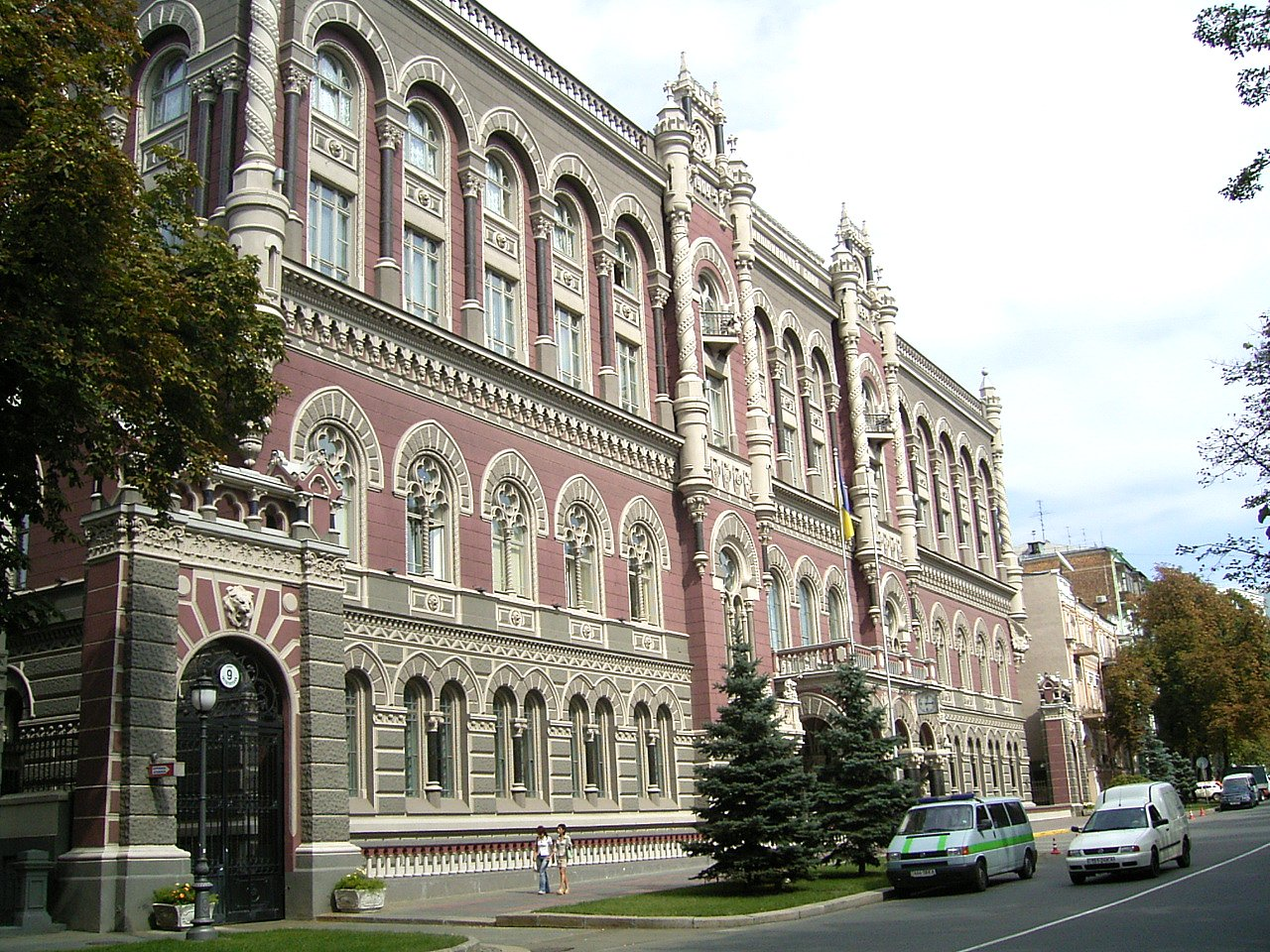
Az Ukrán Nemzeti Bank épülete
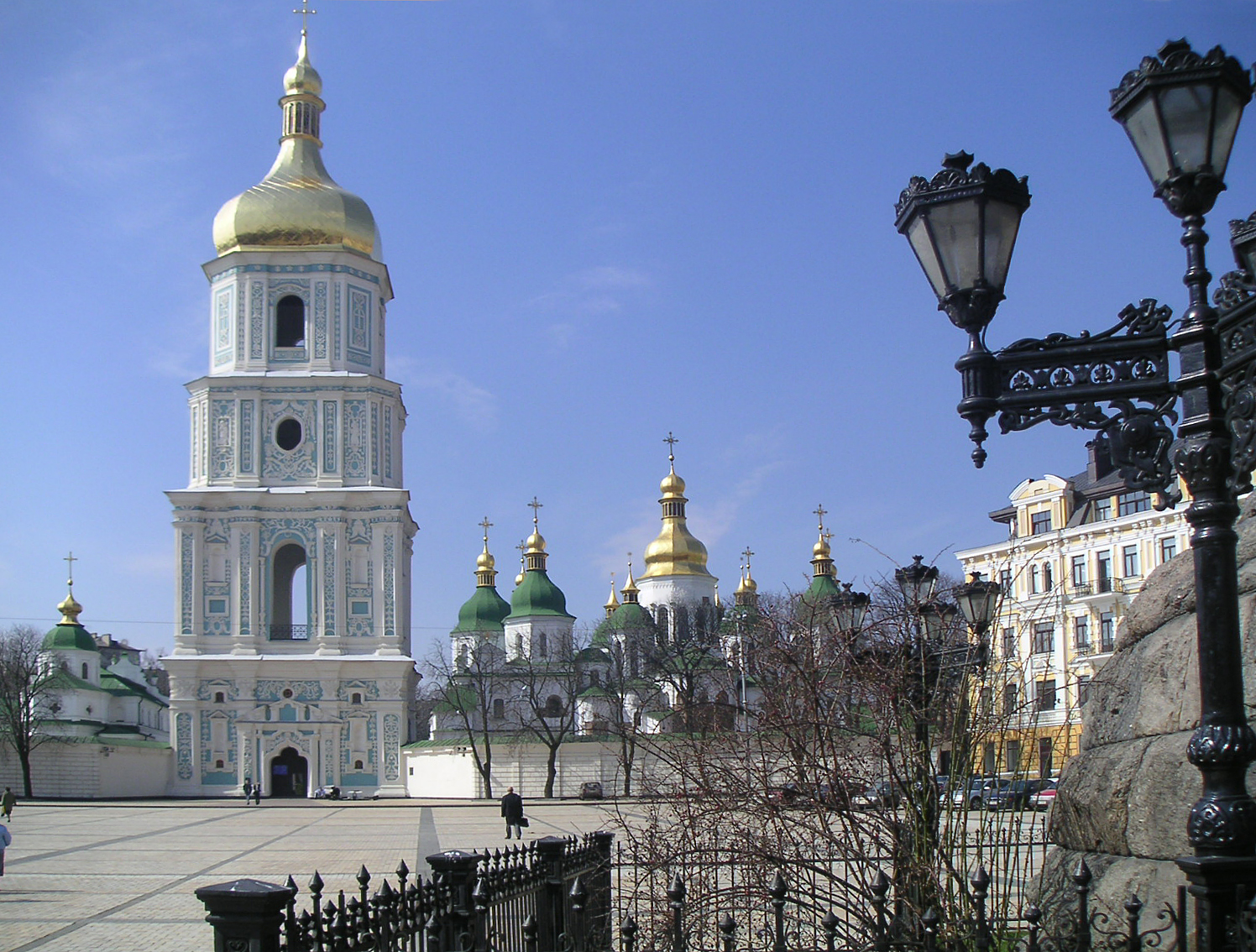
Szent Szófia-székesegyház
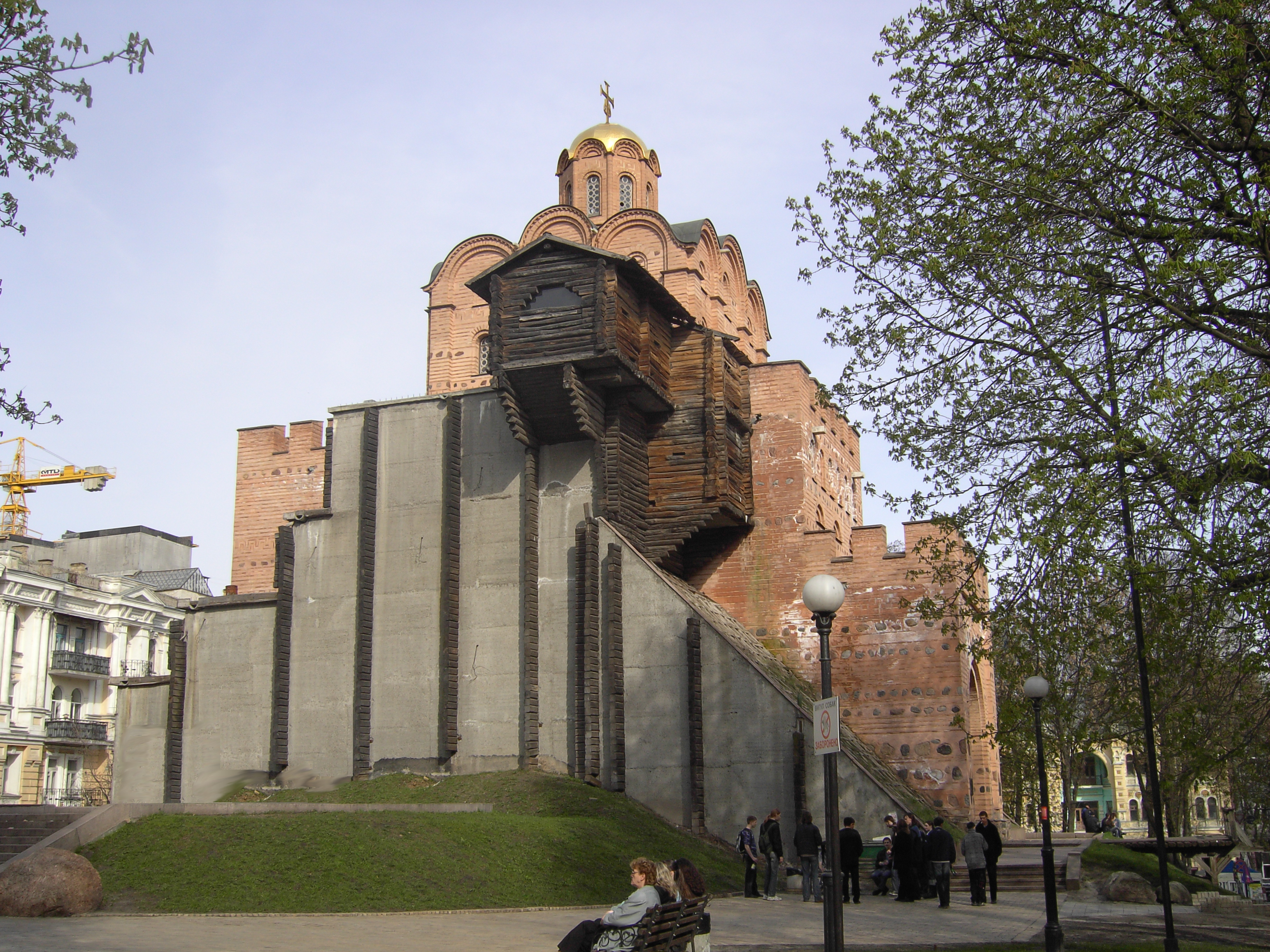
Az Aranykapu
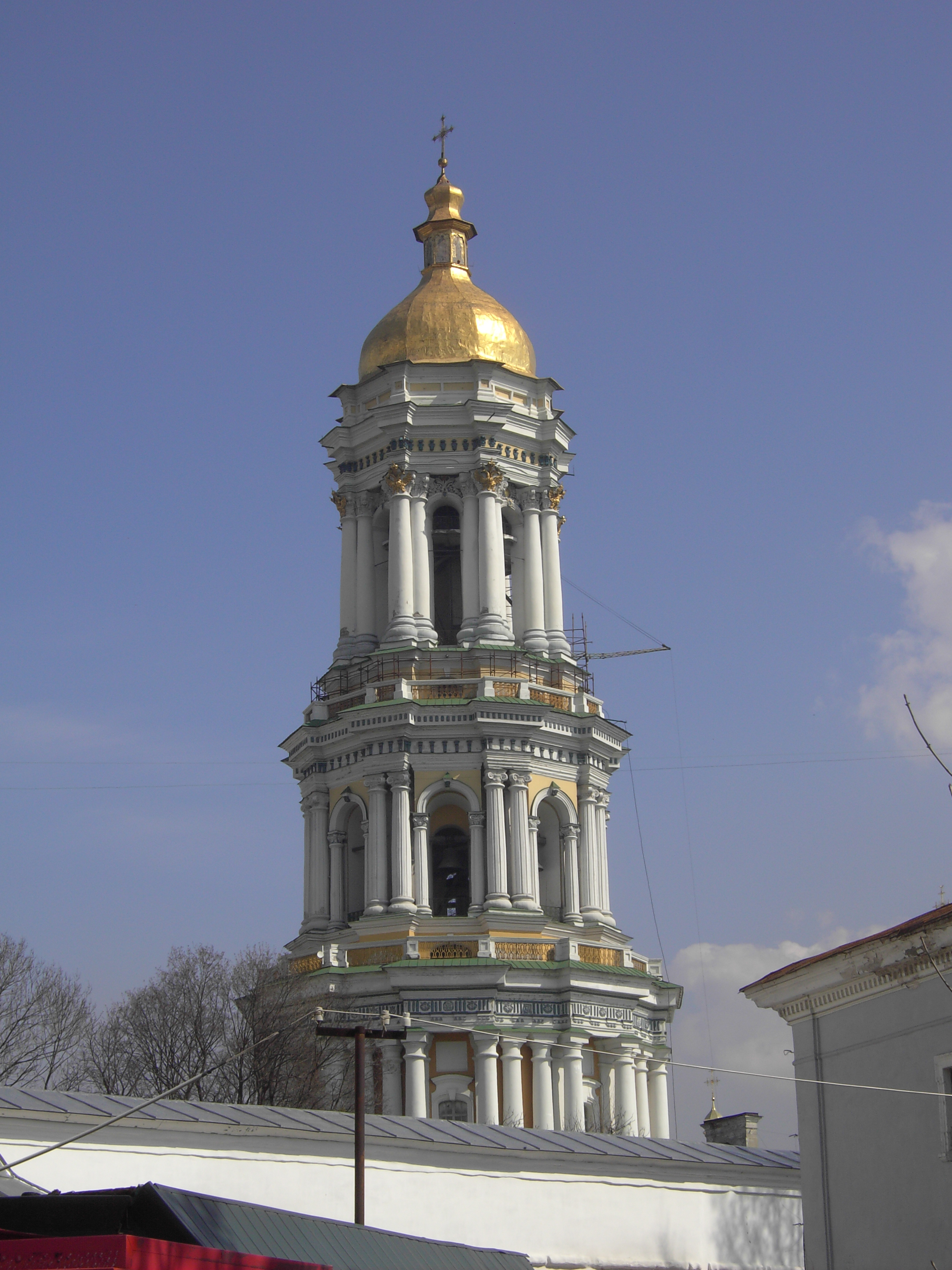
Pecserszka Lavra nagy harangtornya
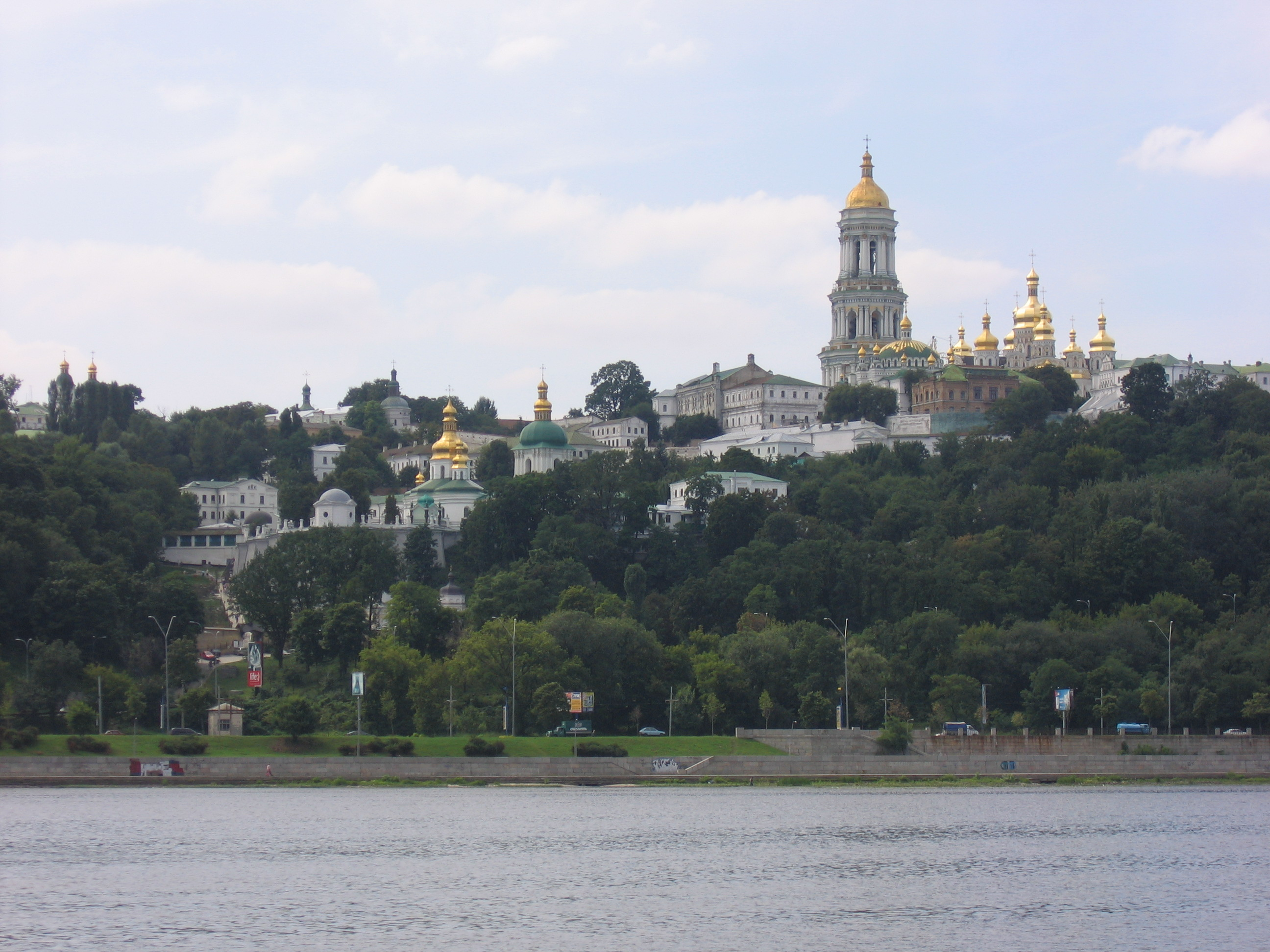
Pecserszka lavra

## Híres kijeviek
Itt született:
- Alexander Archipenko (1887–1964) szobrász
- Mihail Afanaszjevics Bulgakov (1891–1940) író
- Ilja Ehrenburg (1891–1967) orosz, szovjet író
- Makszimilian Alekszandrovics Volosin (1877–1932) orosz festő, költő, író.
- Alekseev (1993-) ukrán énekes

## Testvértelepülések
- Chișinău, Moldova
- Brüsszel, Belgium
- Krakkó, Lengyelország